# Casinaria vitilevensis
Casinaria vitilevensis là một loài tò vò trong họ Ichneumonidae.